# (9836) Aarseth
(9836) Aarseth (1985 TU) – planetoida z pasa głównego asteroid okrążająca Słońce w ciągu 4,25 lat w średniej odległości 2,62 j.a. Odkryta 15 października 1985 roku.